# Burocracia
El término burocracia (del francés: bureaucratie, compuesto de bureau [«oficina», «escritorio»] y cratie, procedente del griego: krátos [«poder», «dominación»]) se refiere a una organización o estructura que se caracteriza por procedimientos centralizados o descentralizados, división de responsabilidades, especialización del trabajo, jerarquía y relaciones impersonales. El término es utilizado en sociología, ciencia administrativa y, especialmente, en la administración pública. Podría definirse como un conjunto de técnicas o metodologías dispuestas para aprender o racionalizar la realidad exterior (a la que pretende controlar el poder central) a fin de conocerla y llamarla de forma estandarizada o uniforme. Un claro ejemplo de esta característica de las burocracias, particularmente de las de gobierno, es la contratación y asignación o remoción de personal, es decir, funcionarios, de acuerdo a criterios explícitos y relevante al desempeño de funciones.
La autoridad se diferencia de otros tipos de influencia social como el poder en que, con este último, se hace cumplir la voluntad de quien ordena a pesar de que exista resistencia, mientras que en la burocracia, existen la voluntad.
En la base de todo aparato burocrático hay algún tipo de disciplina. Por tal razón, la burocracia sirve como articulación de la simplificación. Se podría argumentar que por la burocracia es posible la división de trabajo promovida por el poder central, que a su vez busca dominar a los funcionarios.

## Etimología
El término viene del francés bureaucratie, proveniente del término bureau: oficina o escritorio, y del término -cratie (que proviene del término griego -κρατία, éste de la raíz κράτος: poder o fuerza).
- En un sentido original, tiene la connotación de "los individuos que ostentaban el poder desde el escritorio"; siendo así, que la «burocracia» se asocia a ineficiencia, pereza y derroche de medios desde un solo lugar. Generalmente se percibe, en la imaginación popular, como un ente que existe únicamente para sí mismo y que sólo logra resultados que acaban ampliando sus dimensiones. Así, comúnmente se usa de manera peyorativa.
- No obstante, según el análisis sociológico de Max Weber, el sistema tiene connotaciones más positivas, en que es una forma de organización y administración más racional y segura que las alternativas (que se caracterizan como sistemas basados en aproximaciones "carismáticas" o "tradicionales"), a la administración de medios y recursos. Weber definió a la burocracia como una forma de organización que realza la precisión, la velocidad, la claridad, la regularidad, la exactitud y la eficiencia conseguida a través de la división prefijada de las tareas, de la supervisión jerárquica, y de detalladas reglas y regulaciones desde un solo sitio de trabajo. La burocracia en sí es un tipo de gobierno. Weber reconoce que las burocracias pueden causar problemas de "seguimiento del margen legal en forma material" o "papeleo", muchos trabajos burocráticos pueden resultar tediosos, ofreciendo pocas oportunidades para el ejercicio de las capacidades creativas.

La autoridad de los funcionarios y la rutina burocrática son los precios que se deben pagar por la eficacia de las técnicas de las organizaciones burocráticas.

## Origen y evolución del término
La palabra fue introducida en el vocabulario político-económico —con una connotación negativa— por Jean-Claude Marie Vicent de Gournay, quien escribió —con anterioridad a la Revolución francesa y en relación con las políticas practicadas por la monarquía absoluta—: "Tenemos una enfermedad en Francia que seriamente intenta obstaculizar nuestros esfuerzos; esta enfermedad es llamada buromanía". En otras ocasiones se refiere a "la burocracia" como forma de gobierno.
En una carta —fechada el 15 de julio de 1765— un enciclopedista alemán, el barón Von Grimm, escribe: "El verdadero espíritu de las leyes en Francia es el de aquella burocracia de la cual el fallecido Sr. De Gournay se quejaba tanto; aquí las oficinas, los funcionarios, secretarios, inspectores e intendentes no son nombrados en sus puestos para beneficiar el interés público, en realidad parecería que el interés público ha sido instaurado para que las oficinas puedan existir"
- Las responsabilidades y autoridad de cada funcionario son parte de una jerarquía de autoridad, con derechos y deberes apropiados de supervisión y apelación.
- Los funcionarios no son propietarios de los recursos que utilizan en el desempeño de sus funciones, pero son responsables por el uso de tales recursos.
- Los ingresos en relación con el desempeño de las funciones están estrictamente separado de cualquier otro. Igualmente en relación con el trabajo.
- Las posiciones o funciones no pertenecen ni pueden ser apropiadas por los funcionarios (es decir, no se pueden heredar, transferir, etc., por decisión del funcionario).
- Las funciones se desempeñan —y se llega a decisiones— sobre la base de documentos escritos.

Adicionalmente, existen los siguientes considerandos en relación con los funcionarios:
- Cada funcionario es contratado, nombrado o elegido sobre la base de su conducta.
- Cada funcionario ejerce la autoridad que le ha sido delegada de acuerdo a reglas generales e impersonales. Su lealtad es al correcto desempeño de sus funciones.
- La contratación, elección o posición de cada funcionario depende de sus calificaciones relevantes o técnicas.
- El trabajo del funcionario es exclusivo. El funcionario no puede tener otro trabajo o responsabilidad que el desempeño de sus funciones.
- El funcionario es compensado o premiado con un salario regular y la posibilidad de progreso en su carrera, progreso que depende primariamente de su esfuerzo y dedicación al desempeño de sus funciones.

El funcionario debe ejercer su buen juicio y habilidades, pero su deber es ejercerlas en el servicio de la autoridad superior (incluyendo, especialmente en el caso de altos funcionarios, la autoridad de la ley). Últimamente, el funcionario es responsable por el desempeño imparcial de sus funciones tal como están establecidas ya sea en la ley o regulaciones relevantes y debe sacrificar sus opiniones personales —o renunciar a su cargo— si es que ese deber le llega a ser contrario.

## Percepciones de la burocracia
A pesar de la efectividad y ventajas administrativas que el sistema ha conferido históricamente a los estados, la reacción frente a su aplicación o extensión no ha sido universalmente aprobatoria. Muchos, siguiendo a De Gournay (quien en este sentido se puede ver como antecediendo al liberalismo clásico), lo consideraban como esencialmente negativo.
Sin embargo, autores como Adam Smith y John Stuart Mill sobrepasaron esas visiones tempranas, buscando proporcionar un fondo teórico a la asignación racional de los recursos, a la producción, y a la fijación de precios, teorías muchas veces basadas en la organización burocrática de las actividades económicas y las empresas.

### Karl Marx
Quizás los primeros que intentaron realizar un examen académico general del fenómeno y sus consecuencias fueron Karl Marx y Friedrich Engels, para quienes la burocracia se origina y desarrolla a partir de cuatro fuentes: la religión, el estado, el comercio y la tecnología.
En general, para esos pensadores la burocracia también tiene un rol negativo (por ejemplo, Marx escribe: "En realidad, la burocracia como la organización civil del estado se opone al estado social de los civiles" (es difícil traducir el juego de palabras en el original alemán) ver op cit "Nota a Párrafo 297"). Marx también describe a la burocracia como "la república petrificada". Sin embargo, introducen una diferencia interesante: la burocracia como instrumento del estado y la burocracia como instrumento de la sociedad civil (que tanto Marx como Engels conceptualizan —en las "corporaciones" o guildas y gremios— como la sociedad burguesa).
Así pues, Marx sugiere la burocracia como uno de los elementos que han posibilitado, en este caso, la emergencia de las instituciones políticas de la sociedad burguesa (a través del desarrollo de las corporaciones) y, más en general, la posibilidad que la burocracia sea un instrumento no estatal sino uno al servicio de los actores de la producción y la "sociedad civil" en general. En la concepción marxista la burocracia no contribuye a la creación de riqueza, pero gobierna (controla y organiza) tal producción apropiándose de una porción de ella a través de leyes (impuestos, licencias, tributos, etc.). Es, entonces, un costo social (o costo a los productores) pero es un costo que puede ser aceptable, en la medida que hace posible mantener el orden social y posibilita la expansión del producto común. El problema en relación con la burocracia es, entonces, desde este punto de vista, no tanto si la burocracia puede tener un papel legítimo en la sociedad, sino cuál es el costo de ese papel, particularmente dado que las clases sociales (propietarios de los factores de producción: proletariado, capitalistas, terratenientes, etc.) están constantemente en disputa sobre la distribución del producto del proceso de producción (ver, por ejemplo, «explotación social»). Se ha sugerido que Marx no profundizó el estudio en relación con el papel general de la burocracia, especialmente acerca de la posibilidad que desplace del poder a las clases productoras propiamente tales.

### Auguste Comte
Sin embargo, y con anterioridad (1851), Auguste Comte propone una sugerencia precisamente en ese sentido (en su "Système de Politique Positive", ver dirigismo ) asignando al gobierno el rol de conducir la acción individual al objetivo común. Para Comte ese gobierno -se alega- sería necesariamente autoritario, en que la acción de ese estado se basa en el descubrimiento y aplicación de "leyes naturales" por los administradores científico-técnicos. Para Comte los "sabios positivistas" tienen el papel principal de educar en un proceso que "dará a cada uno el conocimiento necesario para comprender su lugar, su papel como "órgano de la humanidad"" a través de un sistema que debe ser "preciso tanto acerca de los programas como acerca de los "cuadros institucionales"; tendiendo a limitar absolutamente la intervención de la individualidad... (implementando de manera rutinaria) la investigación administrativa, centralización uniformizante, reasignación regular del personal a fin de evitar relaciones personales, cursos de contenido preciso y programas estrictos, todo es planificado y anunciado por adelantado. Ese desplazamiento de dirección política por una elite técnico-burocráticas llegó a ser, para algunos (ver, por ejemplo, «Trotsky»), de mayor importancia en tentativas posteriores de implementar la concepción marxista. (ver «capitalismo de estado»). Más generalmente, la propuesta de Comte se percibe como estando en las bases de los sistemas de administración en Europa continental en la segunda mitad del siglo XIX.

### Max Weber
Max Weber introdujo, de acuerdo a muchos, el concepto al vocabulario académico moderno, basándose en el estudio de los sistemas de administración pública europeos continentales de su época. Para Weber la burocracia tiene una connotación positiva, en que es un sistema más racional que las alternativas anteriores, sistemas de administración que basan la autoridad en las tradiciones o el carisma.
Max Weber concibió la teoría del tipo de organización formal ideal y es en la actualidad el modelo de organización más conocido, consistente en la racionalización de actividades por medio de normas y procedimientos para lograr la mayor eficiencia posible dentro de una estructura de autoridad legal.
De acuerdo a Weber, la burocracia es un sistema de gobierno o control legal (en tanto que está sometido a reglas explícitas y generales). Es impersonal (es decir, la autoridad va a quien tiene la capacidad de ejecutar ciertas funciones, determinado por criterios establecidos en relación con el desempeño de la tarea y no en función de personas determinadas ya sea por tradición o carisma; véase también «meritocracia»), eficiente, eficaz y perdurable (en la medida que distribuye y coloca funciones y poderes a los niveles adecuados de manera racional) y tiende a disminuir las desigualdades sociales (en la medida que por un lado distribuye autoridad y por el otro el acceso a esa autoridad y sus posibles privilegios no se transmiten de generación a generación).
Sin embargo, Weber también enfatizó que la burocracia puede anquilosarse, dado que quienes tienen poder buscan preservarlo; o a carecer de flexibilidad, por ejemplo, cuando confronta casos individuales o especiales.
Weber percibió que realmente no puede existir un tipo de organización ideal. Por tanto, la burocracia real será menos óptima y efectiva que su modelo ideal. Según Weber, puede degenerar de las siguientes maneras:
- La jerarquía vertical de autoridad puede no ser lo suficientemente explícita o delineada, causando confusión y conflictos de competencia.
- Las competencias pueden ser poco claras y usadas contrariamente al espíritu de las reglas; en ocasiones el procedimiento en sí mismo puede considerarse más importante que la decisión o, en general, sus efectos.
- Nepotismo, corrupción, enfrentamientos políticos y otras degeneraciones pueden contrarrestar la regla de impersonalidad, pudiéndose crear un sistema de contratación y promoción no basado en méritos.
- Los funcionarios pueden eludir responsabilidades.
- La distribución de funciones puede ser inefectiva, produciendo excesiva actividad regulatoria, duplicación de esfuerzos y, en general, ineficiencia.[8]

Incluso una burocracia no degenerada puede verse afectada por ciertos problemas:
- Sobreespecialización.
- Rigidez e inercia en los procesos, tomando decisiones con lentitud o siendo imposible aplicarlas al presentarse casos inusuales, e igualmente retrasando los cambios, evolución y adaptación de viejos procesos a nuevas circunstancias;
- Suposición de que el sistema es siempre perfecto y correcto por definición, provocando que su organización sea poco proclive al cambio y a la autocrítica;
- Poca estima por las opiniones disidentes;
- Creación de más y más reglas y procesos, creciendo su complejidad y disminuyendo su coordinación, facilitando la creación de reglas contradictorias.

### León Trotsky
En la concepción del marxista León Trotsky, el régimen de la antigua URSS tras el triunfo de Stalin correspondía al dominio político de una casta privilegiada, la burocracia.
Según algunos sociólogos modernos, como el francés Michel Croizier:

La impersonalidad del empleado para aplicar la regla sin excepción de personas retira cualquier sistema de flexibilidad, la multiplicación de las reglas de control previene cualquier iniciativa y juega contra la innovación y la departamentalización conduce a la renuncia de los grupos a sus metas a expensas de los de la organización y evita cualquier forma de adaptación.
Croizier "Le Phénomène bureaucratique", Paris, Le Seuil, 1963

En ejemplos extremos la burocracia puede dirigir al trato de los seres humanos como objetos impersonales. Este proceso ha sido criticado por numerosos filósofos y escritores (Franz Kafka, Aldous Huxley, George Orwell y Hannah Arendt) y satirizado en el tebeo Dilbert. Mafalda, un personaje de historieta creado por Quino, le puso Burocracia como nombre a su tortuga.

## Ejemplos prácticos
Entre los ejemplos de las burocracias cotidianas se pueden contar las de hospitales, tribunales, iglesias, escuela, ejército y las empresas, tanto públicas como privadas. Por ejemplo, en un hospital corresponde al director o supervisor tomar decisiones acerca de la distribución general de recursos entre los departamentos. A cada médico, o enfermero jefe de departamento corresponden las decisiones acerca de cómo organizar los recursos que le han sido designados por el director o supervisor en relación con la atención que su departamento ofrece al público (horas y tipos de atención de médicos, enfermeras...— y uso de materiales —camas, quirófanos...—). A cada doctor o enfermera y jefe dentro de esos departamentos corresponden las decisiones acerca de atención a los pacientes que asistan, con los recursos disponibles en su departamento tal y como han sido organizados por el enfermero jefe del departamento, etc. Esos funcionarios (doctores, enfermeras, etc.) son contratados y promovidos o despedidos en relación con su capacitación técnica y funcionamiento en relación con su tarea, y no porque sean simpáticos, amigos o parientes del director o descendientes de alguna familia especial. Por ejemplo, tanto un médico como una enfermera jefe acceden a sus cargos en relación con los cursos de especialización que hayan atendido y concluido exitosamente como en relación con su experiencia.
La burocracia ha formado incluso parte de la administración de la justicia por pura necesidad ya que como cualquier otra actividad acometida por el Estado se ha visto sometida a la complejización cualitativa y cuantitativa de las tareas a su cargo. La única forma de afrontar la complejidad es analizándola y fraccionándolas en diversas materias y aplicando la fuerza de los funcionarios a estas materias limitadas, a fin de lograr su dominio.
En la época moderna la burocracia asume su rol e importancia no solo en el desarrollo de las funciones del Estado, sino también en las corporaciones y grandes empresas, capitalistas o no, debido al desarrollo y especialización del trabajo que han experimentado estas; se suele denominar a este tipo de burocracia en las empresas privadas «burocracia corporativa», término que generalmente se entiende como refiriéndose al conjunto de los empleados de mayor jerarquía y especialistas en áreas como marketing, publicidad, ventas, departamentos legales, administración, relaciones públicas, etc. que -se alega- detentan algún tipo de monopolio en ciertos conocimientos. Este sector de servicios, es además uno de los segmentos de la sociedad de mayor crecimiento en poder económico y de decisión en muchos de los países del Primer Mundo (ver gerente y tecnoestructura). La burocracia se puede ver incluso en el aspecto ecológico ya que la destrucción ambiental ha sido simplificada a dos áreas: la pobreza y la riqueza.